# 미국 합동전력사령부
미국 합동전력사령부(United States Joint Forces Command (USJFCOM))는 미국 국방부의 통합전투사령부이다.

## 역사
1999년 10월 7일 , 미국 대서양 사령부에 교리의 연구개발, 평가하는 새로운 임무가 부여되면서 미국 합동전력사령부로 개편되었다.
2002년, 상설합동전력본부(SJFHQ)가 창설되었다. 이 조직은  합동 태스크 포스 본부를 형성할 정도의 위기가 시작되는 순간까지 지휘통제권의 부재의 문제점을 지적하고, 작전급 본부의 대응적성능력을 높여야할 필요성의 결과물이다. 4월 25일, 국방부는 미국 북부사령부를 창설하고, 미국 대서양 사령부 시절부터 이어서 합동전력사령부에서 수행하던 북아메리카 대륙과 북대서양 전구에 대한 전투 임무를 분리하여 미국 북부사령부로 인계하였다. 그에 따라 합동전력사령부는 순수하게 통합군 단계에서 교리를 연구개발평가하는 실험주의적인 조직이 되었다.
2008년 10월 1일, 상설합동전력본부가 합동활성화적성사령부로 재편성되었다.

### 해체
테러와의 전쟁 중, 이라크 전쟁과 아프가니스탄 전쟁을 통해 각군의 통합작전능력, 군사첩보 상호운영능력이 향상되어 합동전력사령부의 필요성이 줄어들었고, 오래 지속되는 전쟁 탓에 국가예산이 부족해졌다. 2010년 8월 9일, 미국의 국방부 장관 로버트 게이츠는 합동전력사령부를 폐지함으로써 1,000억 미국 달러를 절약하겠다고 발표하였다.
미국의 대통령 버락 오바마는 국방예산을 위해 2011년 1월 7일,  합동전력사령부의 폐지안을 승인하였다. 사령부의 폐지가 확정됨에 따라 각 기능을 분산하여 다른 통합전투사령부으로 보내기 위해 부서와 부대가 정리되기 시작하였다.
7월 1일, 합동활성화적성사령부는 미국 수송사령부로 전속하였다.
8월 1일, 본부 부서가 합동참모본부로 이전되었다. 작전, 계획, 군수, 기술국 (J3/J4)는 J31 Deputy Director 합동전력제공과, J7 합동워파이팅센터, 합동운용분석원, J9 합동개념개발실험국은 버지니아주 서포크에서 합동연합워파이팅(joint and coalition warfighting)으로 합쳐져서, J2 합동첩보국과 합동인사회복국은 그대로 합동참모 J7으로 이전되었다. 그리고 NATO 학교는 미국 유럽 사령부로 이전되었다.
8월 31일, 마침내 합동전력사령부는 폐지되었다.

## 구조

### 본부 조직
- J1 - 전력인사실 (Manpower and Personnel Director)
- J2 - 합동첩보실 (Joint Intelligence Director)
- J3/J4 - 작전, 계획, 군수, 기술실 (Operations, Planning, Logistics and Engineering Director)
- J5 - 전략정책국
- J6 - 지휘, 통제, 교신, 그리고 컴퓨터(C4) 체계
- J7 - 합동훈련국 / 합동전센터 (JWFC)
- J8 - 합동적성개발실 (JCD)
- J9 - 합동개념개발실험실 (JCDE)
2007년 8월, 합동헉신실험실 (JIE)
2007년 12월,
  - 합동미래연구소 (JFL)
- 상설합동전력본부, 코어부대
2002년, 설립
2008년 10월 1일, 합동활성화적성사령부로 개편
- 합동운용분석원 (JCOA)
- 합동공사지원대 (JPASE)

### 예하사령부
- 합동체계통합사령부
1996년 12월 17일, 합동C4ISR 전투관(JBC)으로 설립
1986년 대서양사령부
2004년 9월 9일, 합동체계통합사령부.
- 합동첩보변혁사령부
- NATO 학교 - 독일 Oberammergau
- 합동예비구성군 Joint Reserve Components
  - 합동예비국 (JRD)
  - 합동예비부대 (JRU)
- 합동활성화적성사령부(JECC)[3]
2008년 10월 1일, 합동활성화적성사령부로 재편성.
2011년 7월 1일, 미국 수송사령부로 전속.
- 합동배치훈련(사령부/소) (JDTC);
- 합동통신지원처/대 (JCSE)
- 합동화력통합상호호환팀 (JFIIT)
- 합동인사회복국 (JPRA) - 버지니아주 포트 벨보어
1999년 설립
- 합동체계통합원 (JSIC)
- 합동무인기체계COE (JUAS COE)
- 합동전분석원 (JWAC); 1944년, 합동참모; 1998년, 대서양사령부; 2011년 8월 31일 전략사령부
- 합동전력특수작전사령부 (SOCJFCOM)

### 예하 통합전투사령부
- 주아소르스 미군 - 포르투갈 아소르스 제도; 2004년, 해체
- 아이슬란드 방위군 - 아이슬란드;  2006년, 해체

### 합동태스크포스
- JTF 6 - 2002년 10월 1일, 미국 북부사령부로 전속.
- JTF 민간지원 - 2002년 10월 1일, 미국 북부사령부로 전속.
- JTF 올림픽, 2002년 동계 올림픽과 패럴림픽 테러에 대비하여 임시로 편성된 JTF.

### 근무구성군
합동전력특수작전사령부를 제외한 다른 근무구성군은 2002년 4월 25일에 설립된 미국 북부사령부로 전속되었다.

근무구성군
미국 육군 전력사령부
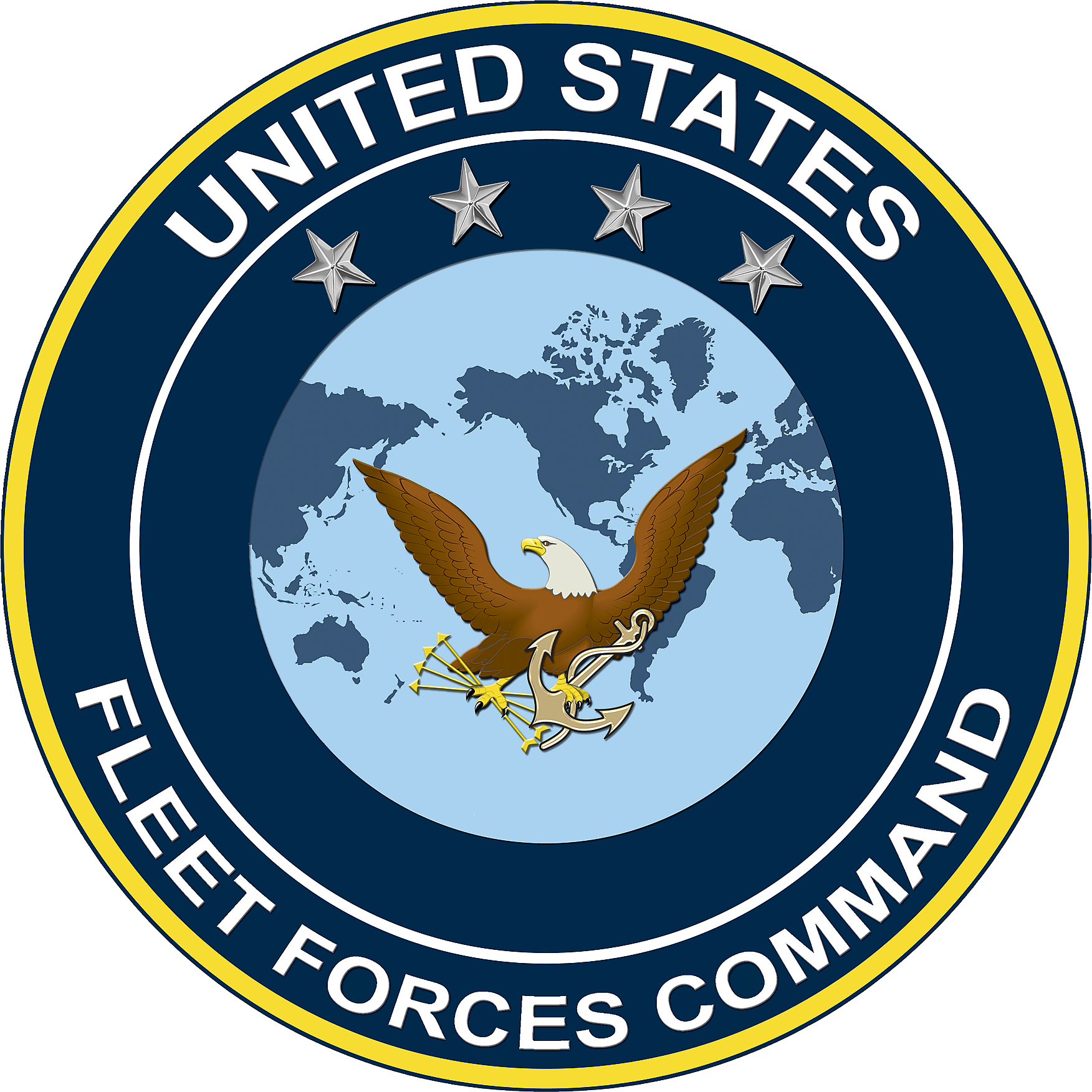
미국 함대전력사령부
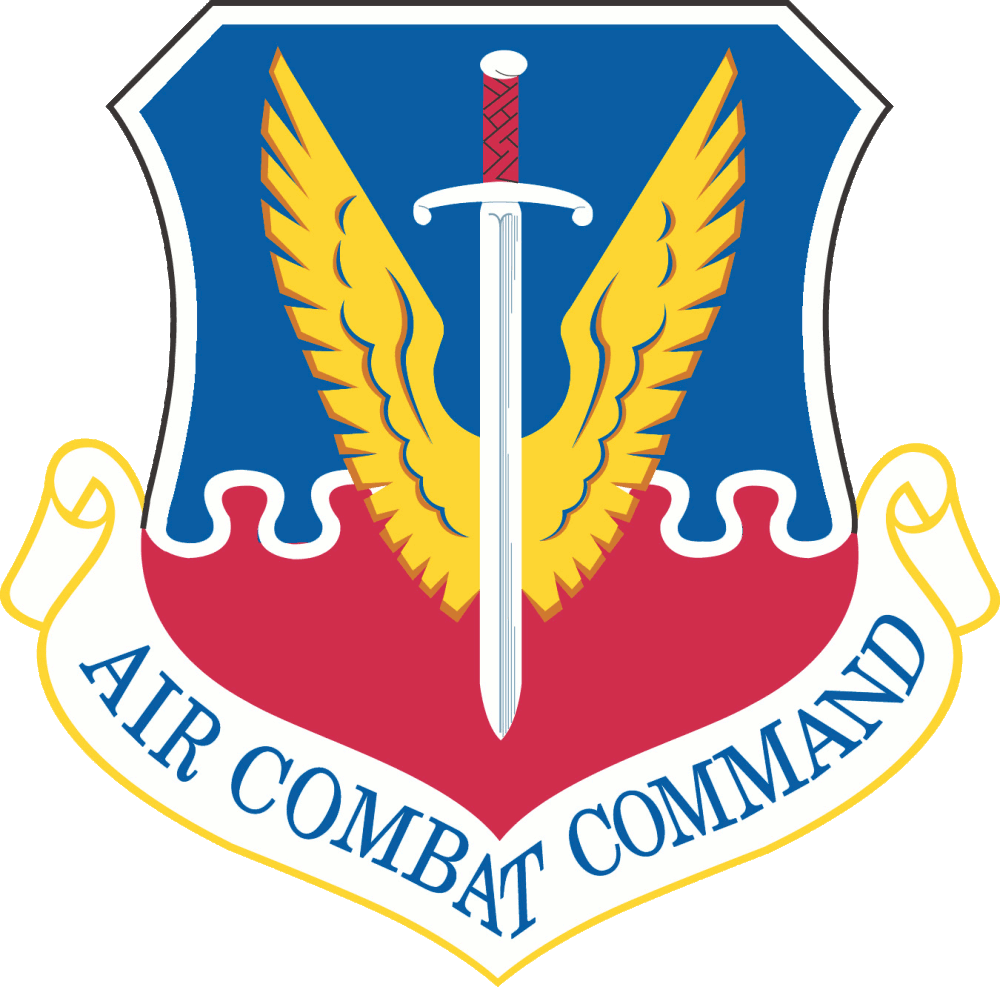
공중전투사령부
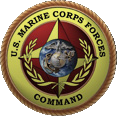
미국 해병대 전력사령부
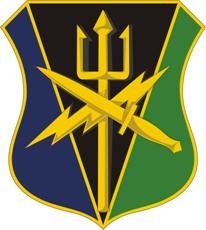
합동전력특수작전사령부

## 역대 사령관
| 순번   | 사진 | 군종   | 성명                                                | 취임일          | 이임일          | 비고                         |
| ------ | ---- | ------ | --------------------------------------------------- | --------------- | --------------- | ---------------------------- |
| 1.     |      | 해군   | 제독 Harold W. Gehman Jr. 해롤드 W. 게먼 Jr.[*]     | 1999년 10월 7일 | 2000년          | 마지막 대서양 사령부, 사령관 |
| 2.     |      | 육군   | 대장 William F. Kernan 윌리엄 F. 커난[*]            | 2000년          | 2002년          |                              |
| 3.     |      | 해군   | 제독 Edmund Giambastiani 에드먼드 기암바스티아니[*] | 2002년          | 2005년          |                              |
| 4.     |      | 육군   | 대장 Lance L. Smith 랜스 L. 스미스[*]               | 2005년          | 2007년          |                              |
| 4.     |      | 해병대 | 대장 James N. Mattis 제임스 매티스[*]               | 2007년          | 2010년          | 26대 국방부 장관             |
| (대행) |      | 육군   | 중장 Keith M. Huber 키스 M. 후버[*]                 | 2010년          | 2010년          | 부사령관                     |
| 5.     |      | 육군   | 대장 Raymond T. Odierno 레이몬드 T. 오디에르노[*]   | 2010년          | 2011년 8월 31일 | 사령부 해산                  |

## 참고

### 인용
1. ↑  최영해 (2010년 8월 11일). ““불황 파고에”… 美, 고강도 ‘軍살빼기’”. 동아일보. 2019년 12월 18일에 확인함.
2. ↑  고승일 (2011년 1월 8일). “오바마, 합동군사령부 폐지 계획 승인”. 연합뉴스. 2019년 12월 23일에 원본 문서에서 보존된 문서. 2019년 12월 17일에 확인함.
3. 1 2  “JECC History”. 《Joint Enabling Capabilities Command》 (영어). 2019년 11월 10일에 원본 문서에서 보존된 문서. 2019년 11월 11일에 확인함.
4. ↑  Army Sgt. Josh LeCappelain (2011년 8월 1일). “J7 transitions to Joint Staff” (영어). USJFCOM Public Affairs. 2012년 1월 28일에 원본 문서에서 보존된 문서. 2019년 11월 11일에 확인함.
5. ↑  “Joint Intelligence Directorate transitions to Joint Staff” (영어). USJFCOM Public Affairs. 2011년 8월 1일. 2012년 1월 28일에 원본 문서에서 보존된 문서. 2019년 11월 11일에 확인함.
6. ↑  MC2 (SW/AW) Amanda Dunford (2011년 8월 1일). “JPRA transitions to the Joint Staff” (영어). USJFCOM Public Affairs. 2012년 1월 28일에 원본 문서에서 보존된 문서. 2019년 11월 11일에 확인함.
7. ↑  “NATO School transitions to U.S. European Command” (영어). USJFCOM Public Affairs. 2011년 8월 1일. 2012년 1월 28일에 원본 문서에서 보존된 문서. 2019년 11월 11일에 확인함.
8. ↑  By Jim Garamone (2011년 8월 4일). “Joint Forces Command cases its colors” (영어). USJFCOM Public Affairs. American Forces Press Service. 2012년 1월 20일에 원본 문서에서 보존된 문서. 2019년 12월 18일에 확인함.

### 자료
- “USJFCOM: Command History” (영어). USJFCOM Public Affairs. 2006년 12월 8일에 원본 문서에서 보존된 문서. 2019년 11월 11일에 확인함.
- “US Joint Forces Command (USJFCOM)”. 《globalsecurity.org》 (영어). 2019년 11월 11일에 확인함.
- “US Joint Forces Command - References”. 《globalsecurity.org》 (영어). 2019년 11월 11일에 확인함.